# Кейт Прайс
Кейт Прайс (англ. Kate Price, уроджена: Кетрін Даффі англ. Catherine Duffy; 13 лютого 1872, Корк — 4 січня 1943, Лос-Анджелес) — ірландська та американська акторка. Вона найбільшвідома завдяки ролі місіс Келлі у комедійному серіалі «Коени і Келлі», який виходив між 1926 та 1932 році. Прайс з'явилася у 296 фільмах між 1910 і 1937 році.

## Кар'єра
Кетрін Даффі народилася 13 лютого 1872 року в місті Корк, Ірландія. Її брат Джек був актором. 
Почала свою кар'єру у водевілі з чоловіком, Джозефом Прайсом, в 1890 році. В кіно дебютувала в Vitagraph Studios в Нью-Йорку в 1902 році. Грала з такими зірками кіно, як Флора Фінч, Дуглас Фербенкс, Джон Банні, Бастер Кітон, і Мері Пікфорд. Працювала в парі з Олівером Гарді протягом 14 фільмів, знятих в Vim Comedy Company в Джексонвіллі, штат Флорида.
У 1917 році Кейт Прайс вирушила до Голлівуду. Виконувала ролі у фільмах «Морський тигр» (1927), «Безбожниця» (1929), і «Дістати до місяця» (1930). Її останньою роллю був фільм MGM «Змилуйтеся» (1934).
Кетрін Прайс померла у 70 років в будинку для літніх у Вудленд-Гіллзі. Відспівування були проведені в церкві Св. Терези, а поховання — на Кладовищі голгофи.

## Вибрана фільмографія
- 1911 — Пік її слави / Her Crowning Glory — Амелія (сестра Мортімера)
- 1912 — Все для дівчини / All for a Girl — Бріджит Маллой (кухар)
- 1914 — Мільйон пропозицій / A Million Bid — сквайр
- 1915 — Виховуючи батька / Bringing Up Father — Меггі
- 1916 — Бал офіціантів / The Waiters' Ball — посудомийка
- 1916 — Покоївка на замовлення / A Maid to Order — дружина Пухкого
- 1916 — Теплий прийом / A Warm Reception — місіс Прайс
- 1916 — Видіння курця / Pipe Dreams — Меггі
- 1916 — Мамин синок / Mother's Child — мати
- 1916 — Лауреати / Prize Winners — леді Кейт
- 1916 — Винні / The Guilty Ones — Кейт
- 1916 — Він підморгнув і виграв / He Winked and Won — Кейт
- 1916 — Жирний і мінливий / Fat and Fickle — Кейт
- 1917 — Бойкотоване маля / The Boycotted Baby — Кейт
- 1918 — На добраніч, сестричко! / Good Night, Nurse! —  медсестра
- 1918 — Аризона / Arizona — місіс Кенбі
- 1918 — Залізний тест
- 1919 — Любов / Love — кухар
- 1922 — Родичі дружини / My Wife's Relations — Кет (дружина)
- 1922 — Плоть і кров / Flesh and Blood — власниця готелю
- 1924 — Дружина кентавра / The Wife of the Centaur — Метті
- 1925 — Розпусна жінка / The Unchastened Woman
- 1925 — Ідеальний клоун / The Perfect Clown — місіс Саллі Малліган
- 1925 — Квітка пустелі / The Desert Flower — місіс Макквад
- 1926 — Рай / Paradise — леді Джордж
- 1926 — Третя ступінь / The Third Degree — місіс Чабб
- 1929 — Два тижні відпочинку / Two Weeks Off — Ма Вівер
- 1930 — Пісня розбійника / The Rogue Song — Пельровна